# Death Wish 4: The Crackdown
Death Wish 4: The Crackdown is een Amerikaanse film uit 1987 onder regie van J. Lee Thompson.

## Verhaal
Erica, de dochter van Karen Sheldon (Kay Lenz), de vriendin van Paul Kersey (Charles Bronson), sterft aan een overdosis crack. Uitgever Nathan White (John P. Ryan) vraagt aan Kersey om de drugbendes in L.A. aan te pakken. Twee bendes domineren de drughandel, enerzijds de bende van Ed Zacharias (Perry Lopez), anderzijds de gebroeders Jack en Tony Romero (Mike Moroff en Dan Ferro). White voorziet Kersey van wapens en informatie maar blijkt niet degene waar hij zich voor uitgeeft. Terwijl Kersey het ene na het andere bendelid uitschakelt probeert White Kersey in de val te laten lopen. White heeft Karen, de vriendin van Kersey ontvoerd maar als deze poogt te ontsnappen wordt ze doodgeschoten. Kersey gaat met een granaatwerper achter de gangsters aan, schakelt hen uit en met de laatste granaat doodt hij White.

## Rolverdeling
| Acteur           | Personage             |
| ---------------- | --------------------- |
| Charles Bronson  | Paul Kersey           |
| Kay Lenz         | Karen Sheldon         |
| John P. Ryan     | Nathan White          |
| Perry Lopze      | Ed Zacharias          |
| Mike Moroff      | Jack Romero           |
| Dan Ferro        | Tony Romero           |
| George Dickerson | detective Sid Stiener |
| Soon-Tek Oh      | detective Phil Nozaki |